# Bạch Tuyết và Hồng Hoa

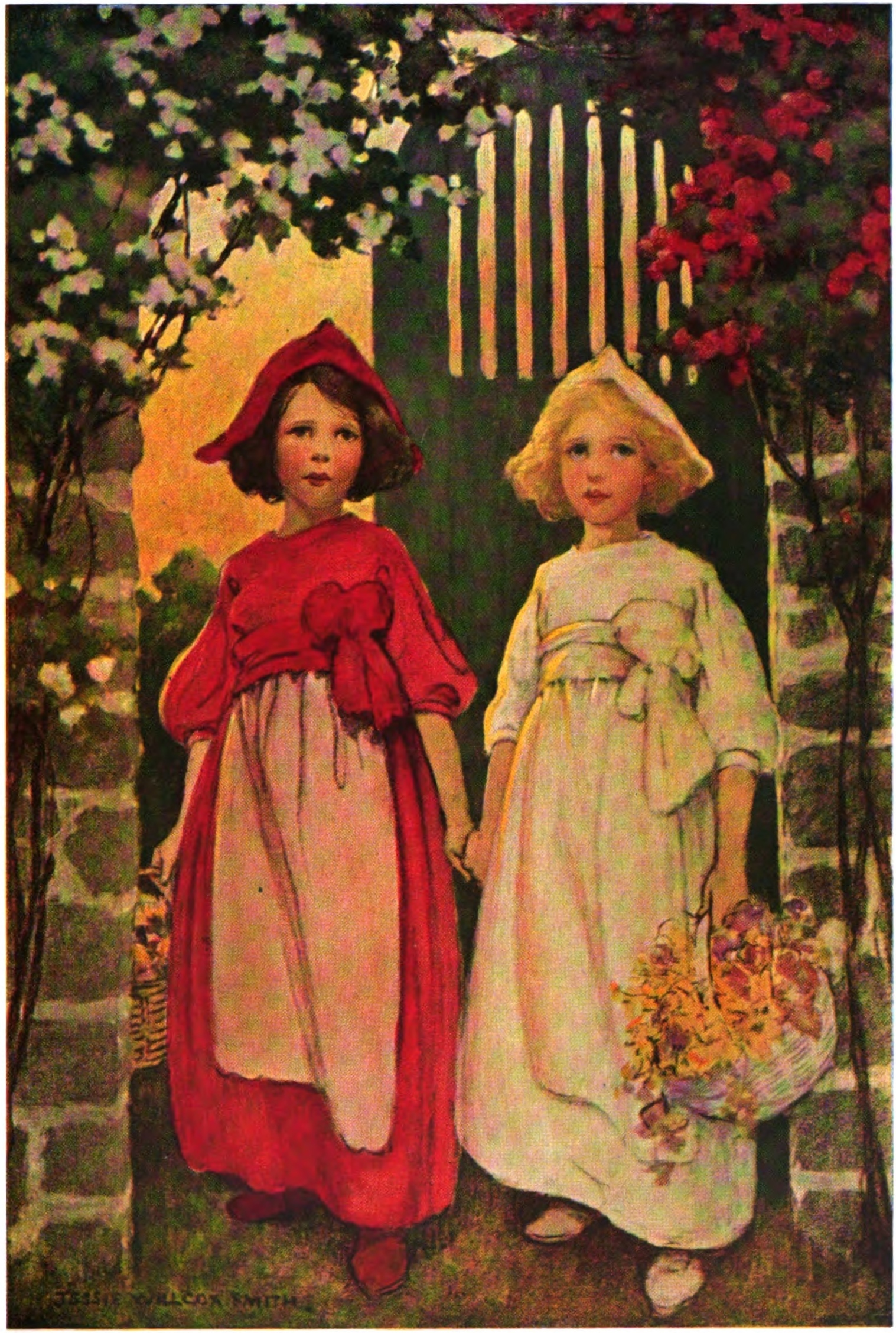
Bạch Tuyết và Hồng Hoa, tranh của Jessie Willcox Smith, 1911

Bạch Tuyết và Hồng Hoa (tiếng Đức: Schneeweißchen und Rosenrot) là một trong những câu chuyện cổ tích rất quen thuộc với trẻ em của anh em nhà Grimm.

## Cốt truyện
Bạch Tuyết và Hồng Hoa kể về Bạch Tuyết và Hồng Hoa, hai cô gái sống với mẹ, một góa phụ nghèo, trong một căn nhà tranh. Cả hai chị em đều rất ngoan ngoãn và rất yêu thương nhau. Người mẹ cũng rất yêu họ. Về tính cách, Hồng Hoa rất thẳng thắn, vui vẻ và thích chơi đùa, chạy nhảy ngoài trời; ngược lại, Bạch Tuyết thì thùy mị nhút nhát hơn, thích đọc sách và làm công việc nội trợ.
Một đêm mùa đông, có người gõ cửa nhà họ. Hồng Hoa mở cửa và thấy một chú gấu. Ban đầu cô bé rất sợ hãi, nhưng chú gấu bảo cô đừng sợ. "Tôi sắp rét cóng và chỉ muốn sưởi ấm một chút trong nhà cô thôi" chú gấu nói. Họ cho chú gấu vào nhà, để chú gấu nằm trước lò sưởi. Bạch Tuyết và Hồng Hoa phủi tuyết khỏi người chú gấu; họ nhanh chóng thân thiết với nhau. Hai cô bé chơi đùa với chú gấu, lăn chú vòng quanh nhà rất vui vẻ. Họ cho chú gấu nằm sưởi suốt đêm và đến sáng, chú gấu rời đi, chạy về rừng. Chú gấu trở lại mỗi tối cho đến hết mùa đông, gia đình cũng dần quen với điều đó.
Khi mùa hè đến, chú gấu bảo họ chú phải đi xa trong một thời gian để canh giữ kho báu của chú khỏi một chú lùn xảo quyệt. Một ngày hè, hai cô bé đi vào rừng và thấy một ông già lùn có bộ râu bị mắc kẹt trong một cái cây. Hai cô bé cứu ông ta bằng cách cắt bộ râu đi, nhưng ông già lùn vô ơn hét vào mặt hai cô bé vì đã cắt bộ râu đẹp đẽ của ông ta. Hai cô còn chạm mặt ông già lùn nhiều lần nữa vào mùa hè đó, cứu ông ta vài lần nữa nhưng lần nào ông ta cũng tỏ ra vô ơn. Một ngày kia, họ lại gặp ông già lùn, lần này ông ta đang kinh hãi vì chú gấu sắp giết ông ta. Chú lùn cầu xin chú gấu hãy ăn thịt hai cô thay cho ông ta, nhưng chú gấu không thèm để ý và dùng móng vuốt quật ông ta chết tươi. Sau đó, chú gấu hóa thành một chàng hoàng tử. Hóa ra ông già lùn đã phù phép chàng hoàng tử bằng cách lấy trộm vàng của chàng vả biến chàng thành gấu, nhưng lời nguyền đã bị phá vỡ bởi cái chết của ông ta. Sau đó, Bạch Tuyết kết hôn với chàng hoàng tử và Hồng Hoa kết hôn với anh của chàng.